# 黑色国防军
黑色国防军（德語：Schwarze Reichswehr）是德意志国魏玛共和时期由威瑪國防軍暗中支持的一个非法准军事团体，主要活动在包括柏林和勃兰登堡省的第三军区（Wehrkreis III）。后泛指德军在该时期通过财务支持，参与训练或听命于德军的准军事组织。

## 背景
德国由于一战战败并签署了凡尔赛条约，因此军队被限制在十万人以下，并被禁止设立参谋部。德军希望在表面遵守条约规定的同时，保持发展实际的军事力量。德军一方面根据《拉帕洛条约》秘密附约，在苏联领土上与苏联红军合作开发测试新武器，并培养军事人才；另一方面，则由部隊局（Truppendienst，实际上的参谋部）军官指导，通过资助右翼的准军事组织来保持实际的军事力量。大裁军的退伍军人也因此有所归属。

## 活动
黑色国防军有一部分人藏匿于德贝里茨飞行场（Flugplatz Döberitz）。
尽管德军否认对黑色国防军的领导地位，但黑色国防军实际上参与对内镇压「导致一战失败的内部敌人」（左翼、极左翼和无政府主义者）和边界冲突等行动。如在抵抗法比联军1923年占领鲁尔的军事行动。

## 组织
很多右翼的准军事组织和自由军团都可以泛称为黑色国防军，其中甚至一些组织打着体育团体的旗号进行注册。
- 冲锋队
- 钢盔前线士兵联盟
- 由前海军军官赫尔曼·埃尔哈特组建领导的：
  - 埃尔哈特海军旅
  - 执政官组织